# Jung Ha-jeon
Pour les articles homonymes, voir Jung.
Dans ce nom coréen, le nom de famille, Jung, précède le nom personnel.
Jung Ha-jeon, né le 30 avril 1995, est un coureur cycliste sud-coréen.

## Palmarès et résultats

### Palmarès sur route
- 2015
  - 2e étape du Kangjin Memorial Tour
  - 3e du championnat de Corée du Sud sur route

### Classements mondiaux
| Année                                 | 2015 | 2016 | 2017  | 2018  | 2019 | 2020 | 2021  |
| ------------------------------------- | ---- | ---- | ----- | ----- | ---- | ---- | ----- |
| Classement mondial                    |      | 634e | 2602e | 2938e | nc   | nc   | 1819e |
| UCI Asia Tour                         | 76e  | 73e  | 566e  | 651e  | nc   | nc   | 119e  |
|                                       |      |      |       |       |      |      |       |
| Légende : nc = non classéSource : UCI |      |      |       |       |      |      |       |

### Palmarès sur piste
- 2015
  -  Champion de Corée du Sud de poursuite par équipes (avec Lee Ki-suk, Park Sang-hong et Kim Ok-cheol)
- 2019
  - 3e du championnat de Corée du Sud de poursuite par équipes